# Giovanni Ghizzolo
Giovanni Ghizzolo O.F.M.Conv. (Brescia c. 1580-Novara c. 1625) fue un monje, compositor y maestro de capilla italiano.

## Vida
Giovanni Ghizzolo nació en Brescia, en la segunda mitad del siglo XVI, probablemente hacia 1580. Las fuentes dan como maestros de Ghizzolo a «C. Porta» y «G. Gabrieli», pero ninguno de los dos está documentado, al igual que no lo está su supuesta estancia en Venecia como organista.
Las primeras noticias verificables de la vida de Ghizzolo lo sitúan como tenor en la Catedral de Novara a más tardar en enero de 1607, ya como monje de la Orden de Frailes Menores Conventuales. En 1608 época comienzan sus publicaciones de música secular y religiosa, incluidas algunas arias.
Hacia 1610 o 1611 se trasladó a Milán, donde permaneció hasta octubre o noviembre de 1612. De allí pasó a la corte del conde, y luego príncipe, Siro de Correggio en Correggio, ya como maestro de capilla. La capilla de música formaba parte de un ambicioso proyecto del conde para aumentar su influencia, pero que no tuvo éxito debido a las tensiones internas producidas, lo que finalmente llevaría a la ruina del principado 20 años más tarde. Ghizzolo permanecería en el cargo hasta 1615.
En agosto de 1618 se documenta a Ghizzolo como maestro de capilla en la Catedral de Rávena por encargo del cardenal Pietro Aldobrandini, arzobispo de Rávena. Allí fue nombrado magister musices de su orden.
El 6 de octubre de 1621 fue nombrado maestro de capilla de la Basílica de San Antonio de Padua, pero sólo llegaría a ocupar su cargo en agosto de 1622. A principios de 1623 fue llamado a Roma por el general de la orden, Giacomo da Bagnacavallo, pero en agosto de 1623 se encontraba de nuevo en Padua. Dejaría definitivamente el cargo en agosto de 1623 y probablemente abandonó Padua y regresó a Novara.
Falleció en Novara antes del 29 de febrero de 1624.

## Obra
Publicó once estampas de música sacra, tanto en estilo concertato como a cappella, y nueve de música profana, tres libros de madrigales polifónicos para 5 y 6 voces y seis (uno perdido) de madrigales, arias y canzonette para 1-2-3 voces desde 1608 hasta 1623. Algunas de sus colecciones de música sacra fueron reimpresas varias veces, hasta 1640.
Su «Gioco della cieca», contenido en el Libro 1 de Madrigales, toma 123 versos de Il pastor fido de Giovanni Battista Guarini (Acto III, Escena 2), también ambientados por Gastoldi y otros, para hacer un madrigal-drama teatral.
- Madrigali et arie per sonare et cantare: libro primo (1609) ed. Judith Cohen (2005)
- Secondo libro de madrigali, Venecia[7]

### Grabaciones
- Benedictita Deum caeli. Jubilemus et laetemur omnes. en Fabellae sacrae. Savadi. 2008
- Second Book of Madrigals. Roberto Balconi, Fantazyas. Brilliant Classics